# Johann Stieger
Johann Anton Valentin Stieger (seit 1881 von Stieger) (* 30. November 1808 in Bozen; † 21. Januar 1884 in Klagenfurt) war ein österreichischer Jurist, Politiker und Mitglied der Frankfurter Nationalversammlung.

## Leben
Stieger war der Sohn eines Gutsbesitzers. Er war römisch-katholisch und heiratete vor 1836 Rosa Oettl (* 1809; † 1. Mai 1869). Aus der Ehe gingen mindestens ein Sohn und zwei Töchter hervor. Er besuchte das Gymnasium in Bozen und studierte von 1826 bis 1831 Philosophie und die Rechtswissenschaften in Innsbruck, Salzburg und Graz. 1832 wurde er in Innsbruck zum Dr. iur. promoviert.
Nach dem Studium war er zunächst Supplent in Innsbruck, später Landesgerichtsadvokat in Kitzbühel und Vöcklabruck. Ab 1841 war er Hof- und Gerichtsadvokat in Klagenfurt und Mitglied der Kärntner Advokatenkammer, deren 2. Präsident er später wurde.
Vom 18. Mai 1848 bis zum 21. November 1848 war er für den Wahlkreis 1. Kärnten (Klagenfurt) fraktionsloser Abgeordneter im Frankfurter Paulskirchenparlament. Sein Nachfolger war Joseph Löschnigg.
Im Juni 1848 wurde er Staatsanwalt, später Mitglied des Staatsgerichtshofs in Wien. Zwischen 1861 und 1884 gehörte er dem Kärntner Landtag an. Von 1876 bis zu seinem Tod war er Landeshauptmann von Kärnten.
Im Jahr 1881 wurde er mit dem Komturkreuz des Franz-Josephs-Ordens und der Nobilitierung ausgezeichnet.